# ウィーリー ヒロイン救出大作戦!!
『ウィーリー ヒロイン救出大作戦!!』（ウィーリー ヒロインきゅうしゅつだいさくせん、原題:Wheely fast & hilarious!）は2018年に公開されたマレーシアのファミリーアニメーション映画である。

## 日本国内での展開
日本国内では2020年6月3日に日本語版のDVDがインターフィルムによってセル販売された。

## 主な登場キャラクター
ウィーリー (Wheely)
声 - オギー・バンクス / 吹替 - 岩崎諒太
本作の主人公。かつてレーサーだったが、パッドパッドがコースに止まっているのが原因で、交通事故に遭ってしまい、その2年後にはタクシーとして活躍する。レーサーに戻りたい理由でカーレースに途中参加するも警察に逮捕されてしまう。
ベラ (Bella)
声 - フランシス・リー/ 吹替 - 平山笑美
ウィーリーのガールフレンド。赤色のスポーツカー。ウィーリーは偶然に撮影現場で女優ベラの危機を救い、彼女に一目ぼれしてしまう。ある日突然、カイザーに誘拐されてしまう。
パットパッド (Putt putt)
声 - ギャヴィン・ヤップ/ 吹替 - 福原かつみ
緑のスクーター。ウィーリーが事故になった原因の一つであるが、彼はウィーリーに反省をすることに。事故の2年後にウィーリーの相棒になった。
カイザー (Kaiser)
声 - ブロック・F・パウエル/ 吹替 - 菊池康弘
本作の悪役。トレーラーヘッド。彼の目的は車上荒らし。彼は傷やへこみのあるレッカー車を海に突き落としたり、ベラを誘拐するなどの犯罪行為をする。貨物船のデッキで最終的にはウィーリーのタイヤの摩擦でガソリンタンクから漏れたガソリンで爆発し、波止場に飛んで来て警察に逮捕される。
ママ (Mama)
声 - タミカ・ホワイト / 吹替 - 浅井晴美
ウィーリーの母親。車体色はオレンジ。
フランク (Frank)
改造車。パットパッドの味方
パルモとランブル
カイザーの手下。
サージェントストリート (Sergeant street)
町を巡回する婦人警官パトロールカー。かつてはハイウェイをパトロールしていた。

## スタッフ
- 監督:カール・メンデス
- 制作総指揮:ノーマン・A・ハリム、シャイリーン・M・ハシム